# Dominion de Trinité-et-Tobago
1962–1976
Entités précédentes :
- Colonie de Trinité-et-Tobago

Entités suivantes :
- République de Trinité-et-Tobago

Le dominion de Trinité-et-Tobago est un royaume du Commonwealth qui a existé du 31 août 1962, date de son accession à l'indépendance, au 1er août 1976, date de la proclamation de la république de Trinité-et-Tobago. Durant cette période, la reine Élisabeth II est reine de Trinité-et-Tobago et Eric Williams est Premier ministre du pays.

## Histoire
La domination britannique sur le territoire trinidadien prend fin en 1962, lorsque la Loi sur l'indépendance de Trinité-et-Tobago transforme la colonie de la Couronne de Trinité-et-Tobago en royaume indépendant. La reine Élisabeth II reste chef de l'État, non plus comme reine du Royaume-Uni mais comme reine de Trinité-et-Tobago. Le rôle de la reine est principalement exercé par le gouverneur général de Trinité-et-Tobago. Deux gouverneurs généraux se succèdent :
1. Sir Solomon Hochoy (en) (31 août 1962 – 15 septembre 1972) ;
2. Sir Ellis Clarke (15 septembre 1972 – 1er août 1976).

Durant cette période, Eric Williams occupe la fonction de Premier ministre (chef du gouvernement de Trinité-et-Tobago).
Élisabeth II visite le pays en février 1966, dans le cadre de sa tournée des Caraïbes.
Le 1er mai 1968, Trinité-et-Tobago rejoint l'Association de libre-échange des Caraïbes (CARIFTA), qui permet de maintenir un lien économique, plutôt que politique, entre les anciens territoires des Antilles britanniques après l'échec de la Fédération des Indes occidentales,. Le 1er août 1973, le pays est l'un des États fondateurs du successeur de la CARIFTA, la Communauté caribéenne (CARICOM), qui est une union politique et économique entre plusieurs pays et territoires des Caraïbes.
Le 1er août 1976, la monarchie est abolie, et le pays devient une république du Commonwealth, bien qu'il conserve le Comité judiciaire du Conseil privé comme cour d'appel de dernier ressort. Le poste de gouverneur général est remplacé par celui de président. Sir Ellis Clarke est le premier à occuper cette fonction, qui reste largement honorifique.